# Уотсон, Таня
Таня Уотсон (англ. Tanya Watson; род. 24 декабря 2001, Саутгемптон) — ирландская прыгунья в воду.

## Карьера
В детстве занималась спортивной гимнастикой, после чего перешла в прыжки в воду. В августе 2018 года, в возрасте 16 лет дебютировала на Чемпионате Европы по водным видам спорта, где выступала в прыжках с 10-метровой вышки и заняла итоговое 7-е место.
В следующем году на Чемпионате мира по водным видам спорта 2019 года в прыжках с 10-метровой вышки заняла итоговое 29-е место из 38-ми спортсменок.
Летом 2021 года на своей первой Олимпиаде в соревнованиях по прыжкам с 10-метровой вышки пробилась в полуфинал и заняла итоговое 15-е место; при этом она стала первой прыгуньей в воду из Ирландии, выступившей на Олимпиаде.
На Играх Содружества 2022 года в прыжках с 10-метровой вышки, пробилась в финал, где заняла итоговое 10-е место.